# Johann Friedrich Jünger
Johann Friedrich Jünger (* 15. Februar 1756 in Leipzig; † 25. Februar 1797 in Wien) war ein deutscher Lustspieldichter.

## Leben
Jünger war ein Sohn des Kaufmanns Johann Andreas Jünger und dessen Ehefrau Johanna Christiana Müller. Ein entfernterer Verwandter war der Schriftsteller Christian Felix Weiße.
Nach Beendigung seiner Schulzeit, schloss sich auf Wunsch des Vaters eine vierjährige kaufmännische Ausbildung an. Als Handlungsdiener kehrte Jünger nach Leipzig zurück, bekannte aber in einem Brief „… schlechterdings nichts von dem gelernt hatte, was ein nur mittelmäßiger Kaufmann wissen muß“.
Von Weiße unterstützt, begann Jünger nun an der Universität Leipzig Pädagogik, Literaturwissenschaften und auch Rechtswissenschaften zu studieren. 1780 konnte Jünger beim Juristen  Christian Gottlob Richter promovieren. Zu den Prüfungen in den übrigen Fächern trat Jünger nicht mehr an, brach sein Studium ab und ließ sich als freier Schriftsteller in Leipzig nieder.
Jünger arbeitete einige Zeit als Hauslehrer in einem fürstlichen Haushalt und begann in dieser Zeit auch Werke aus dem Englischen und Französischen zu übersetzen. Dabei machte er die Bekanntschaft mit dem Verleger Georg Joachim Göschen, durch den er 1785 auch Friedrich von Schiller kennenlernte. Zusammen mit Schiller, dem Schriftsteller Christian Gottfried Körner und dem Schauspieler Johann Friedrich Reinecke verbrachte Jünger auch den Sommer 1785 in Gohlis. Als im Herbst desselben Jahres Schiller nach Dresden ging, zerfiel dieser Kreis wieder.
1787 ging Jünger nach Wien mit der Absicht, am Burgtheater zu reüssieren. Nach mehreren vergeblichen Versuchen wurde er unter Direktor Johann Franz Brockmann zum Hoftheaterdichter ernannt. Als das Burgtheater nach einigen Jahren in finanzielle Schwierigkeiten geriet, wurde Direktor Brockmann von einem Direktoriumskollegium abgelöst und u. a. auch Jünger entlassen. Unter der neuen Leitung ab 1794 von Peter von Braun findet sich jedenfalls Jünger nicht mehr unter den Mitarbeitern.
Ab dieser Zeit lebte Jünger in sehr ärmlichen Verhältnissen und veröffentlichte auch nichts mehr. Neben seinem Augenleiden litt er wahrscheinlich an schweren Depressionen. Zehn Tage nach seinem 41. Geburtstag starb Johann Friedrich Jünger an einem Nervenfieber.

## Rezeption
Obschon Jünger keine große Erfindungsgabe besaß und namentlich Destouches, Molière und Marivaux in seinen Lustspielen nachahmte, so muss doch die Gewandtheit der Darstellung und die Natürlichkeit seines Dialogs anerkannt werden.

## Werke (Auswahl)
- De conditione nominis ferendi ultimis voluntatibus adscripta. Jacobaea, Leipzig 1780 (zugl. Dissertation, Universität Leipzig)
- Lustspiele. Leipzig 1785–90 (5 Bde.)
- Komisches Theater. Leipzig 1792–94 (3 Bde.)
- Theatralischer Nachlaß. Regensburg 1803–1804 (2 Bde.)

Übersetzungen
- Francis Coventry: Der kleine Cäsar. Nach dem Englischen des Coventry. Aus dem Englischen übersetzt von Johann Friedrich Jünger. Dykische Buchhandlung, Leipzig 1782
  - Original: The History of Pompey the Little; or, The Life and Adventures of a Lap-Dog, 1751.
- Honoré Antoine Richaud-Martelly: Die beiden Figaro. Ein Lustspiel in fünf Aufzügen. Frei nach Marvelli (!) von J.F.Jünger. Für die k.k. Hoftheater. Wien 1804. Auf Kosten und im Verlag bey Joh.Bapt. Wallishausser.
  - Original: Les deux Figaro Digitalisat